# Каменный (Малый, Верхнедонской район)
Каменный (Каменный Малый) — хутор в Верхнедонском районе Ростовской области.
Входит в Шумилинское сельское поселение.

## География
На хуторе имеется одна улица: Каменная. В 2,5 км к северу находится одноимённый хутор Каменный (Большой).

## Население
| 1989 | 2002 | 2010 |
| ---- | ---- | ---- |
| 7    | ↘4   | ↘1   |

Население хутора в 2010 году составляло 1 человек.